# Burkarty
Burkarty (deutsch Borchertsdorf) ist ein Ort in der polnischen Woiwodschaft Ermland-Masuren. Er gehört zur Gmina Bartoszyce (Landgemeinde Bartenstein) im Powiat Bartoszycki (Kreis Bartenstein (Ostpr.)).

## Geographische Lage
Burkarty liegt in der nördlichen Mitte der Woiwodschaft Ermland-Masuren, 20 Kilometer südlich der früheren und heute auf russischem Hoheitsgebiet gelegenen Kreisstadt Preußisch Eylau (russisch Bagrationowsk) bzw. 14 Kilometer südwestlich der heutigen Kreismetropole Bartoszyce (deutsch Bartenstein).

## Geschichte
1367 ist das Gründungsjahr des seinerzeit Burkardisdorff, nach 1368 Burghardisdorf, nach 1374 Burckersdorf, nach 1600 Borchersdorf und nach 18120 Borchertsdorf genannten Ortes. Als Landgemeinde kam das Dorf 1874 zum neu errichteten Amtsbezirk Reddenau (polnisch Rodnowo) im ostpreußischen Kreis Preußisch Eylau, zu dem es bis 1945 gehörte.
182 Einwohner zählte Borchertsdorf im Jahre 1910. Am 30. September 1928 vergrößerte sich die Landgemeinde Borchertsdorf um die Nachbargutsbezirke Gunten (polnisch Guntkajmy), Liebhausen (Kicina) und Markhausen (Wojtkowo), die eingegliedert wurden. Die Einwohnerzahl der auf diese Weise neu formierten Gemeinde stieg bis 1933 auf 307 und belief sich 1939 auf 277.
Im Jahre 1945 fiel das gesamte südliche Ostpreußen in Kriegsfolge an Polen. Borchertsdorf erhielt die polnische Namensform Burkarty und ist heute eine Ortschaft im Verbund der Landgemeinde Bartoszyce (Bartenstein) im Powiat Bartoszycki (Kreis Bartenstein (Ostpr.)), von 1975 bis 1998 der Woiwodschaft Olsztyn, seither der Woiwodschaft Ermland-Masuren zugehörig. Im Jahre 2021 zählte Burkarty 22 Einwohner.

## Religion

### Christentum
Bis 1945 war Borchertsdorf in die evangelische Kirche Reddenau (polnisch Rodnowo) in der Kirchenprovinz Ostpreußen der Kirche der Altpreußischen Union, außerdem in die römisch-katholische Kirche in Bartoszyce (Bartenstein) im damaligen Bistum Ermland eingepfarrt.
Heute gehört Burkarty zur römisch-katholischen Kirche Mutter Gottes vom Skapulier in Rodnowo im jetzigen Erzbistum Ermland, und zur evangelischen Kirchengemeinde Bartoszyce, einer Filialkirche der Johanneskirche in Kętrzyn (Rastenburg) in der Diözese Masuren der Evangelisch-Augsburgischen Kirche in Polen.

## Verkehr
Burkarty liegt an einer Nebenstraße, die von Kicina (Liebhausen) über Wojtkowo (Markhausen) bis nach Żytowo (Settau) führt. Außerdem endet in Burkarty eine von Wielochowo (Großendorf) über Jagoty (Jegothen) kommende Straße. Eine Anbindung an den Bahnverkehr besteht nicht.